# Milly-sur-Thérain

Milly-sur-Thérain este o comună în departamentul Oise, Franța. În 1 ianuarie 2022 avea o populație de 1.878 de locuitori.